# Schrankia boisea
Schrankia boisea är en fjärilsart som beskrevs av Holloway 1976. Schrankia boisea ingår i släktet Schrankia och familjen nattflyn. Inga underarter finns listade.